# 織田秀賢
織田 秀賢（おだ ひでかた）は、江戸時代中期の大名。大和国柳本藩の第8代藩主。通称は安次郎。官位は従五位下・信濃守、安房守、出羽守。尚長流織田家8代。

## 生涯
第7代藩主・織田信方の長男として柳本にて誕生。
寛保元年（1741年）10月12日、父・信方の死去により、家督を相続する。寛保3年（1743年）11月1日、8代将軍・徳川吉宗に御目見する。延享元年（1744年）12月16日、従五位下信濃守に叙任する。宝暦13年（1763年）8月26日に隠居し、弟で養子の長恒に家督を譲る。
天明4年（1784年）11月16日、死去。享年57。墓所は祥雲寺。法号は円証院殿覚翁義正大居士。

## 系譜
子女は9男8女。
- 父：織田信方
- 母：側室
- 養母：春光院 - 土方豊義の娘、信方の正室
- 正室：なし
- 生母不明の子女
  - 三男：織田秀綿
  - 四男：織田秀寧
  - 九男：三淵純之丞 - 旗本三淵正広の養子
  - 女子：水野元休室
  - 女子：日向正肥室
  - 女子：多賀高賢室
- 養子
  - 男子：織田長恒 - 織田信方の五男